# Lindi (região)
Lindi é uma região da Tanzânia. Sua capital é a cidade de Lindi.

## Distritos
- Liwale
- Quíloa
- Ruangwa
- Nachingwea
- Lindi Rural
- Lindi Urban